# Coupe d'Afrique du Nord de football 1949-1950
Navigation
Coupe AFN 1948-1949 Coupe AFN 1950-1951
Cet article traite de l'édition 1949-1950 de la Coupe d'Afrique du Nord de football. Il s'agit de la 14 édition de cette compétition qui se termine par la victoire du AS Saint-Eugène  face au Sporting Club de Bel-Abbès.
Ce sont deux équipes de la Ligue d'Alger et de la Ligue d'Oran qui se rencontrent en finale. Ces deux équipes sont respectivement le AS Saint-Eugène et la Sporting Club de Bel-Abbès. La finale se termine par une victoire de l'ASSE sur le score de 4 but à 3.
L'ASSE remporte la compétition pour la toute première fois de son histoire et permet à sa ligue, la Ligue d'Alger d'obtenir trois titres dans la compétition depuis sa création.

## Parcours des finalistes

### Seizièmes de finale
Les matchs de seizième de finale se sont joués le
|    | Date | Club                    | Score | Club              | Lieu |
| -- | ---- | ----------------------- | ----- | ----------------- | ---- |
| 1  |      | AS Saint-Eugène         | 3 – 1 | Club Tunisien     |      |
| 2  |      | Olympique d'Hussein-Dey | 1 – 0 | Stade Marocain    |      |
| 3  |      | GC Oran                 | 2 – 1 | JSM Philippeville |      |
| 4  |      | SC Bel-Abbès            | 3 – 1 | Patria FC Bizerte |      |
| 5  |      | USFM Sétif              | 3 – 2 | ASTF Tanger       |      |
| 6  |      | JBAC Bône               | 6 – 1 | FC Blida          |      |
| 7  |      | ES Sahel                | 4 – 2 | ASM Oran          |      |
| 8  |      | AS Boufarik             | 1 – 0 | USFA Tlemcen      |      |
| 9  |      | USD Meknès              | 2 – 1 | MC Alger          |      |
| 10 |      | Racing de Casablanca    | 2 – 1 | ESFM Guelma       |      |
| 11 |      | WA Casablanca           | 4 – 0 | CAL Oran          |      |
| 12 |      | CA Bizerte              | 2 – 1 | US Marocaine      |      |
| 13 |      | MC Oujda                | 2 – 1 | GS Alger          |      |
| 14 |      | Red Star Algérois       | 3 – 0 | CS Constantine    |      |
| 15 |      | Olympique de Tunis      | 2 – 1 | USA Casablanca    |      |
| 16 |      | CS Hammam Lif           | 4 – 0 | CDJ Oran          |      |

### Huitièmes de finale
Les matchs de huitième de finale se sont joués le 5 février 1950,,,
|                 | Date       | Club                    | Score | Club                 | Lieu       |
| --------------- | ---------- | ----------------------- | ----- | -------------------- | ---------- |
| 1               |            | AS Saint-Eugène         | 2 – 1 | CS Hammam Lif        |            |
| 2               |            | Olympique d'Hussein-Dey | 3 – 1 | Olympique de Tunis   |            |
| 3               |            | Red Star Algérois       | –     | GC Oran              |            |
| 4               |            | SC Bel-Abbès            | 1 – 0 | MC Oujda             |            |
| 5               |            | USFM Sétif              | 1 – 0 | CA Bizerte           |            |
| 6               |            | JBAC Bône               | 2 – 1 | WA Casablanca        |            |
| 7               |            | ES Sahel                | 2 – 1 | Racing de Casablanca | Casablanca |
| 8               |            | AS Boufarik             | 3 – 0 | USD Meknès           |            |
| Match rejoué le |            |                         |       |                      |            |
| 3               | 25 février | GC Oran                 | 2 – 1 | Red Star Algérois    |            |

### Quarts de finale
Les matchs de quarts de finale se sont joués le 5 mars 1950.
|   | Date | Club                    | Score | Club        | Lieu |
| - | ---- | ----------------------- | ----- | ----------- | ---- |
| 1 |      | AS Saint-Eugène         | 3 – 1 | USFM Sétif  |      |
| 2 |      | Olympique d'Hussein-Dey | 1 – 0 | JBAC Bône   |      |
| 3 |      | GC Oran                 | 2 – 1 | ES Sahel    |      |
| 4 |      | SC Bel-Abbès            | 2 – 0 | AS Boufarik |      |

### Demi-finales
Les matchs de demi-finales se sont joués le 2 avril 1950,,.
|                 | Date     | Club            | Score | Club                    | Lieu |
| --------------- | -------- | --------------- | ----- | ----------------------- | ---- |
| 1               |          | SC Bel-Abbès    | 2 – 1 | Olympique d'Hussein-Dey |      |
| 2               |          | AS Saint-Eugène | 1 – 1 | GC Oran                 |      |
| Match rejoué le |          |                 |       |                         |      |
| 1               | 16 avril | AS Saint-Eugène | 1 – 0 | GC Oran                 |      |
| 2               | 21 mai   | SC Bel-Abbès    | 1 – 0 | Olympique d'Hussein-Dey |      |

### Finale
La finale s'est déroulée le 4 juin 1950,.
|   | Date   | Club            | Score | Club         | Lieu                          |
| - | ------ | --------------- | ----- | ------------ | ----------------------------- |
| 1 | 6 juin | AS Saint-Eugène | 4 – 3 | SC Bel-Abbès | Stade Vincent-Monréal, (Oran) |

| Titulaires : |  |
| |  |
| #Schneider 1. Aboulker 2. Berenguer 3. Stépanol 4. Oliver 5. Berah 6. Mercadal 7. Rivas 8. Devilleneuve 9. Collonges 10. Salem |  |

| Titulaires : |  |
| |  |
| #Ploner 1. Mallol 2. Ferraris 3. Cano 4. Calatayud 5. Liminana 6. Lopez 7. Philippo 8. Domingo 9. Aber 10. Diaz |  |

| Titulaires : |  |
| |  |
| #Schneider 1. Aboulker 2. Berenguer 3. Stépanol 4. Oliver 5. Berah 6. Mercadal 7. Rivas 8. Devilleneuve 9. Collonges 10. Salem |  |

| Titulaires : |  |
| |  |
| #Ploner 1. Mallol 2. Ferraris 3. Cano 4. Calatayud 5. Liminana 6. Lopez 7. Philippo 8. Domingo 9. Aber 10. Diaz |  |

| Coupe d'Afrique du Nord Vainqueur 1949-1950 |
| ------------------------------------------- |
| AS Saint-Eugène Premier titre               |